# Gewoon stekelvarken
Het gewone stekelvarken (Hystrix cristata) is een knaagdier uit de familie der stekelvarkens (Hystricidae). De wetenschappelijke naam van de soort werd in 1758 gepubliceerd door Carl Linnaeus. Het dier wordt ook wel Afrikaans stekelvarken of Noord-Afrikaans stekelvarken of kuifstekelvarken genoemd. Het is een van de grootste knaagdieren.

## Kenmerken

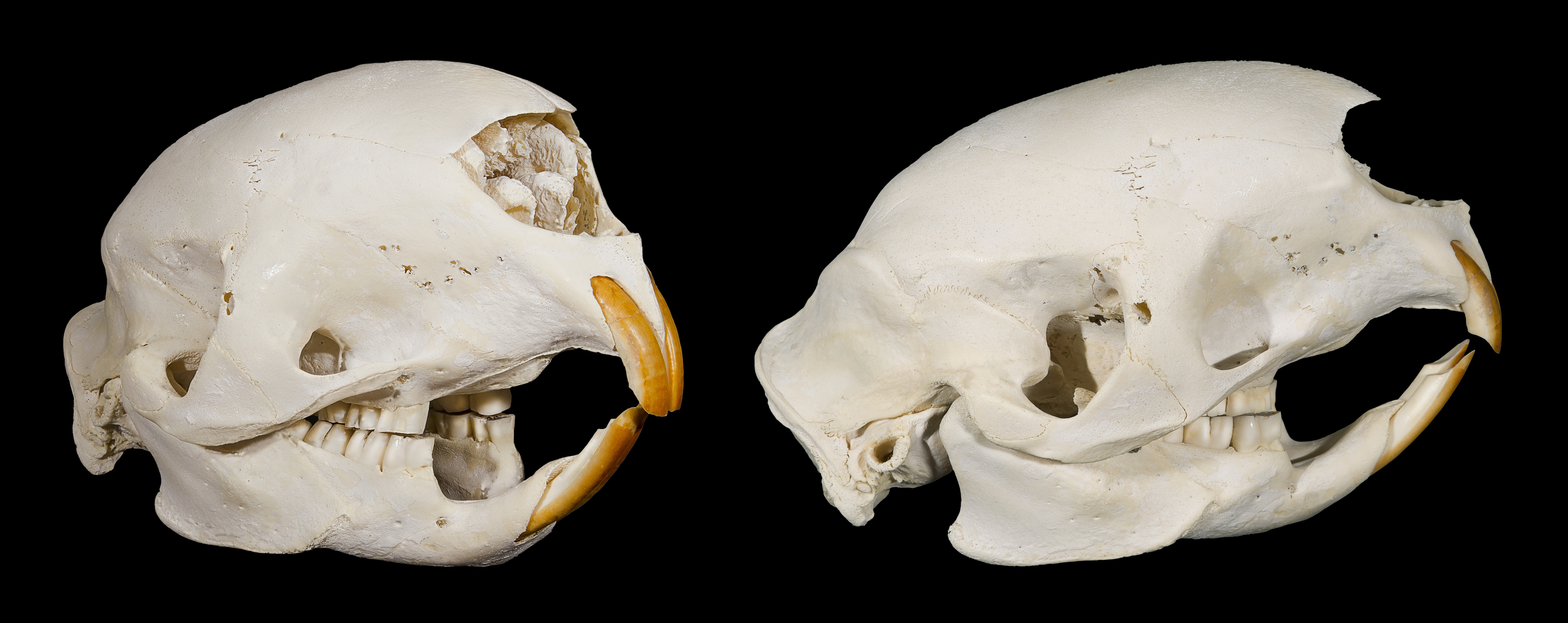
Hystrix cristata - Schedel

Het stekelvarken is een groot knaagdier met een dikke nek, grote kop en een zwarte of zwartbruine vacht. Het meest opvallende kenmerk van het stekelvarken zijn de 30 tot 40 centimeter lange, scherpe zwart-witte stekels. Deze bedekken, samen met kortere dikke stekels, de bovenzijde van het lichaam, voornamelijk aan de achterzijde en over de staart. Van zijn voorhoofd tot zijn schouders loopt een maan, de "kuif", die bestaat uit lange witte stekelige haren. Bij andere stekelvarkens ontbreekt deze kuif. Ook heeft deze soort, anders dan het Zuid-Afrikaans stekelvarken een zwarte romp en kleine stekels op de staart, waarmee het dier een ratelend geluid kan maken. De korte voorpoten hebben vijf lange, sterke klauwen om mee te graven.
Stekelvarkens hebben een lichaamsgewicht van 10 tot 27 kilogram, een schouderhoogte van 21 tot 26 centimeter, een kop-romplengte van 60 tot 100 centimeter, en een staartlengte van 5 tot 17 centimeter. Vrouwtjes worden groter dan mannetjes.
Het gewoon stekelvarken heeft een slecht ontwikkeld zichtsvermogen, maar de reukzin en het gehoor zijn goed ontwikkeld.

## Leefgebied
Het stekelvarken komt algemeen voor in westelijk, oostelijk en noordelijk Afrika, voornamelijk ten noorden van de evenaar. De zuidgrens van zijn leefgebied loopt door Kameroen, de Centraal-Afrikaanse Republiek, Noordoost-Congo, Oeganda en Tanzania. In Tanzania is enige overlap met het verwante Zuid-Afrikaanse stekelvarken. In Europa komt het stekelvarken voor in Toscane, midden tot Zuid-Italië en op Sicilië, waar hij waarschijnlijk door de Romeinen is losgelaten. De soort spreidt zich langzaam over de rest van het schiereiland uit.
Hij komt voor in savannes, steppen, open boslanden en hooglanden, maar ook in galerijbossen en bosranden, tot in struikgebieden en halfwoestijnen en in Italië ook op akkergrond, tot op een hoogte van 3500 meter. De soort ontbreekt in woestijnen en regenwouden.

## Gedrag
Het stekelvarken is een nachtdier. Soms kan het ook overdag gezien worden, als het ligt te zonnebaden in de buurt van zijn hol. Bij slecht weer blijft het in zijn hol. Bij volle maan mijdt het het open veld. Zijn hol is een zelfgegraven hol, een natuurlijke holte tussen de stenen, een grot of het hol van andere dieren als aardvarkens en in Europa dassen en vossen. Vaak graaft het zelf een hol, in zandgrond tussen hoge vegetatie. Holen kunnen jaren in gebruik zijn. Stekelvarkens leven solitair, in paarverband of in kleine familiegroepjes.
Ze zoeken in hun eentje naar voedsel, waarbij ze afstanden van 15 kilometer in een nacht kunnen afleggen. Dit voedsel bestaat uit plantaardig materiaal als plantenwortels, knollen, bast, gevallen vruchten, maar ook landbouwgewassen als maïs en komkommers. Ook is waargenomen dat stekelvarkens op botten knagen, waarschijnlijk voor het calcium of om hun tanden te slijpen, en aas eten.
Bij gevaar ratelt het stelvarken met de stekels op zijn staart. Daarbij maakt het ook grommende geluiden en stampt het met zijn achterpoten, terwijl hij achteruit loopt met zijn stekels naar voren gericht. Het verhaal gaat dat het stekelvarken zijn stekels gericht kan afschieten naar vijanden, maar dit is een fabeltje. In landbouwgebieden wordt het stekelvarken door mensen bejaagd omdat het gezien wordt als een plaag, dat schade aan kan richten aan gewassen.

## Voortplanting
Het stekelvarken kent geen voortplantingsseizoen, en de jongen kunnen het hele jaar door geboren worden. Een vrouwtje heeft tot twee worpen per jaar. Na een draagtijd van 110 tot 120 dagen worden één tot twee, soms tot vier jongen geboren. De jongen worden volledig ontwikkeld geboren; ze kunnen al lopen en de ogen zijn open. Ook hebben ze al korte en zachte stekeltjes, die na twee weken verhard zijn. Beide ouders zorgen voor de jongen. Na 40 à 50 dagen gespeend te zijn, eten de jongen hun eerste vaste voedsel. Bij gevaar ratelen de ouders hun stekels. Jongen slapen in het midden, tussen de ouders in om warm te blijven. De jongen trekken een jaar met hun ouders op. Na een jaar zijn de stekelvarkens geslachtsrijp. Stekelvarkens kunnen een jaar of twintig worden in gevangenschap.